# Cabeceira Grande
Cabeceira Grande là một đô thị thuộc bang Minas Gerais, Brasil. Đô thị này có diện tích 1025,991 km², dân số năm 2007 là 6294 người, mật độ 6,4 người/km².